# Alestrus dolosus
Alestrus dolosus е вид бръмбар от семейство Полски ковачи (Elateridae).

## Разпространение
Този вид е разпространен в Португалия (Азорски острови).